# Юрюзано-Айская равнина
Юрюзано-Айская равнина (Приайская равнина) — равнина, расположенная на северо-востоке Башкортостана, в междуречье Юрюзани и Ая.

## География

### Рельеф и геологическое строение
Равнина представляет собой всхолмлённое понижение, которое на западе граничит с Уфимским плато, на юге — с хребтами Башташ и Каратау, северная и восточная границы совпадают с границами Республики Башкортостан. Средние высоты в западной части равнины составляют 200—300 м, в восточной — 300—450 м. Наивысшая точка — гора Голая (517 м) близ села Тастуба.
Современный холмисто-увалистый, грядово-волнистый рельеф начал формироваться 5 млн лет назад, в плиоцене, и образовался под влиянием новейших тектонических движений, процессов денудации и аккумуляции. Наиболее высокие уровневые поверхности формировались с мезозоя по палеоген. Поверхность равнины осложнена оврагами, балками, в западной части развит карст.
К востоку от Уфимского плато отходят куполовидные поднятия с плоскими вершинами, сложенные нижнепермскими известняками — это остатки пермских рифовых массивов.
Левобережье реки Ай густо изрезано речными долинами притоков. Рельеф правобережья представлен многочисленными асимметричными грядами, протянувшимися на десятки километров. Понижения, разделяющие грядами, заняты правыми притоками реки Ай: Киги, Леуза, Большой и Малый Ик. Долины рек Юрюзано-Айской долины хорошо выработаны. Так, например, ширина долин рек Ай и Юрюзань составляет от 2 до 4,5 км и имеют 4 надпойменных террасы и два уровня поймы.

### Ландшафты
Территория равнины находится в лесостепной природной зоне. Растительность представлена темнохвойно-широколиственными и берёзовыми лесами, болотами, остепнёнными лугами. Распространены серые, тёмно-серные лесные, дерново-карбонатные, дерново-подзолистые и лугово-чернозёмные почвы. Большая часть лесостепей в настоящее время распахана, в районах, непригодных для пашни, сохранились луговые степи, луга.

### Памятники природы
На территории Юрюзано-Айской долины расположены государственные природные заказники «Белокатайский», «Карлыхановский», а также многочисленные памятники природы: гора Янгантау, гора Кызлартау, Лаклинская пещера, Куселяровские сернистые источники, комплекс карстовых болот у села Улькунды и др.